# (6776) Dix
(6776) Dix (1989 GF8) – planetoida z grupy pasa głównego asteroid okrążająca Słońce w ciągu 4,14 lat w średniej odległości 2,58 j.a. Odkryta 6 kwietnia 1989 roku.